# Suzanne Schulting
Suzanne Schulting (Groninga, 25 de septiembre de 1997) es una patinadora de velocidad sobre pista corta neerlandesa. En los Juegos Olímpicos de Pieonchang 2018 se convirtió en la primera persona de su país en ganar una medalla de oro en un evento de patinaje de velocidad sobre pista corta. Cuatro años después, en Pekín 2022, fue la primera mujer en obtener cuatro preseas en eventos de ese deporte en los mismos Juegos Olímpicos, al acumular dos oros, una plata y un bronce. Asimismo, en 2021 ganó los cinco eventos del campeonato mundial y mantiene la plusmarca mundial de los 1000 metros.

## Vida personal
Suzanne Schulting nació el 25 de septiembre de 1997 en Groninga, Países Bajos, hija de Jan y Hannie Schulting. Creció en el pueblo de Uilesprong (Tijnje), aunque posteriormente se trasladó a Heerenveen, donde comenzó a patinar a los ocho años. Según la propia atleta, luego de iniciarse en el deporte, su entrenador le recomendó el patinaje de velocidad sobre pista corta. Cursó estudios europeos en el NTI Leiden.

## Carrera
En diciembre de 2015, ganó su primera medalla —plata— en una Copa del Mundo, al finalizar por detrás de la canadiense Valérie Maltais en la prueba de 1000 metros del torneo, celebrado en Shanghái (China). Igualmente, en esa ocasión, formó parte del equipo neerlandés —junto con Rianne de Vries, Yara van Kerkhof y Lara van Ruijven— que logró el bronce en los relevos de 3000 metros, superadas por Corea del Sur y Canadá. Casi un año después, en la Copa del Mundo de Calgary (Canadá) logró el bronce en la prueba de 1500 metros, por detrás de las surcoreanas Shim Suk-Hee y Choi Min-Jeong; en los 1000 metros repitió bronce, también por detrás del mismo dúo, y la plata en el relevo de 3000 metros —una vez más junto a  van Ruijven, van Kerkhof y de Vries—, por detrás del equipo surcoreano y con un tiempo de 4:06.237.
El mismo año 2016, ganó el oro en los 1500 metros en el Campeonato Mundial Júnior, con un tiempo de 2:32.532. En la misma competición, finalizó en la segunda posición de los resultados finales con un total de 79 puntos, por detrás de la china Qu Chunyu y por delante de la surcoreana Lee Yu-bin. En la Copa del Mundo de Salt Lake City (Estados Unidos) superó su bronce de Calgary y, en los 1000 metros, alcanzó el segundo lugar, a la vez que se mantuvo al frente de la clasificación de la Copa. De igual forma, el equipo neerlandés —van Kerkhof, de Vries y Jorien ter Mors— logró el segundo lugar en el relevo de 3000 metros gracias a la descalificación del cuarteto chino.
En 2016, ocupó la tercera posición en los resultados generales en el Campeonato Europeo y en la quinta del Campeonato Mundial. Obtuvo su primer medalla en un campeonato mundial de patinaje de velocidad sobre pista corta en 2017, al lograr el bronce en los 1000 metros con 1:30.538 minutos, por detrás de la canadiense Marianne St-Gelais (plata) y la británica Elise Christie (oro). Asimismo, como parte del equipo neerlandés del relevo de 3000 metros, ganó tres medallas consecutivas en los campeonatos europeos previos a los Juegos Olímpicos de Pieonchang 2018 —plata en 2015, oro en 2016 y bronce 2017—. Pasado el evento olímpico, fue nombrada deportista del año por el Comité Olímpico Neerlandés y Confederación Deportiva Neerlandesa.
En el Campeonato Mundial de 2019, finalizó en la primera posición de la clasificación general —la segunda europea en conseguirlo en 44 años de historia del campeonato— y alcanzó el título de los 1000 metros. Un año después, en el campeonato europeo, logró cuatro oros individuales y el primer lugar en el relevo de 3000 metros con el equipo neerlandés —completado por van Ruijven, de Vries y van Kerkhof—. Tras una pausa, por la suspensión del evento por la pandemia de COVID-19 en 2020, en el Campeonato Mundial de 2021 alcanzó el primer lugar en todos los eventos, para un total de cinco medallas de oro e incluyendo los 500 metros, cuyo último título mundial había ganado van Ruijven, fallecida en julio de 2020. Al respecto, Schulting aseguró que: «[Tras ganar] En la primera en la que pensé fue en Lara [...] Quería que el título mundial de los 500 metros se quedara en el equipo neerlandés».
El siguiente año, no pudo participar en el evento mundial al resultar positiva en una prueba de COVID-19 y el campeonato europeo se canceló por la pandemia. En noviembre de 2022, rompió su propia plusmarca mundial en los 1000 metros al lograr 1:25.958 minutos en las eliminatorias de la Copa del Mundo en Salt Lake City. No obstante, en el torneo continental de 2023 ganó los títulos de los 500 metros, 1500 metros, el relevo mixto de 2000 metros —con Xandra Velzeboer, Jens van 't Wout y Itzhak de Laat— y los relevos de 3000 metros —junto con Selma Poutsma, Velzeboer y van Kerkhof—, así como la plata en los 2000 metros.

### Juegos Olímpicos
En los Juegos Olímpicos de la Juventud de Innsbruck 2012, finalizó en la cuarta posición en la prueba de los 500 metros y en la dieciséis en los 1500 metros. Seis años después, en Pieonchang 2018, logró el bronce en los relevos de 3000 metros junto con van Kerkhof, van Ruijven y ter Mors; el cuarteto había logrado una nueva plusmarca mundial de 4:03.471 minutos en la final B del evento y el bronce tras la descalificación de Canadá y China, participantes de la final A. Más tarde, ganó el oro en los 1000 metros con 1:29.778 minutos y compartió el podio con la canadiense Kim Boutin (plata) y la italiana Arianna Fontana (bronce). Esa fue la primera medalla de oro olímpica para Países Bajos en patinaje de velocidad sobre pista corta.
En Pekín 2022, se convirtió en la primera mujer en obtener cuatro medallas en las pruebas de patinaje de velocidad en pista corta en los mismos Juegos Olímpicos, al acumular dos oros, una plata y un bronce. En este sentido, defendió su título olímpico en los 1500 metros con 1:28.391 minutos, por delante de la surcoreana Choi Min-Jeong y la belga Hanne Desmet; en los cuartos de final de la prueba rompió la plusmarca mundial con 1:26.514 minutos, que se había mantenido durante diez años, y con lo que logró ser la primera mujer en romper una récord mundial individual en los Juegos Olímpicos desde 2010. Igualmente, en esa competencia, ganó el bronce en la prueba de los 1500 metros, la plata en los 500 metros y el oro en los relevos de 3000 metros, junto con Selma Poutsma, Xandra Velzeboer y van Kerkhof; el cuarteto también estableció una nueva plusmarca olímpica de 4:03.409 minutos.

## Medallero
| Año  | Evento             | Ubicación                 | 500 metros                            | 1000 metros                           | 1500 metros                           | 2000 metros                           | 3000 metros                           | Clasificación general                 | Ref                                   |
| ---- | ------------------ | ------------------------- | ------------------------------------- | ------------------------------------- | ------------------------------------- | ------------------------------------- | ------------------------------------- | ------------------------------------- | ------------------------------------- |
| 2015 | Campeonato Europeo | Dordrecht, Países Bajos   | 16                                    | 15                                    | PEN                                   | —                                     | Medalla de plata                      | 24                                    | [ 35 ]                                |
| 2016 | Campeonato Europeo | Sochi, Rusia              | 4                                     | Medalla de plata                      | Medalla de bronce                     | —                                     | Medalla de oro                        | Medalla de bronce                     | [ 36 ]                                |
| 2016 | Campeonato Mundial | Seúl, Corea del Sur       | 7                                     | 5                                     | 8                                     | —                                     | 6                                     | 5                                     | [ 37 ]                                |
| 2017 | Campeonato Europeo | Turín, Italia             | PEN                                   | 21                                    | 4                                     | —                                     | Medalla de bronce                     | 11                                    | [ 38 ]                                |
| 2017 | Campeonato Mundial | Róterdam, Países Bajos    | 13                                    | Medalla de bronce                     | PEN                                   | —                                     | 4                                     | 7                                     | [ 39 ]                                |
| 2018 | Juegos Olímpicos   | Pieonchang, Corea del Sur | DNF                                   | Medalla de oro                        | 10                                    | —                                     | Medalla de bronce                     | —                                     | [ 40 ]                                |
| 2018 | Campeonato Europeo | Dresden, Alemania         | 5                                     | Medalla de plata                      | PEN                                   | —                                     | 6                                     | 4                                     | [ 41 ]                                |
| 2018 | Campeonato Mundial | Montreal, Canadá          | 38                                    | PEN                                   | PEN                                   | —                                     | Medalla de plata                      | 24                                    | [ 42 ]                                |
| 2019 | Campeonato Europeo | Dordrecht, Países Bajos   | 4                                     | PEN                                   | Medalla de oro                        | —                                     | Medalla de oro                        | Medalla de oro                        | [ 43 ]                                |
| 2019 | Campeonato Mundial | Sofía, Bulgaria           | Medalla de bronce                     | Medalla de oro                        | PEN                                   | —                                     | 4                                     | Medalla de oro                        | [ 44 ]                                |
| 2020 | Campeonato Europeo | Debrecen, Hungría         | Medalla de oro                        | Medalla de oro                        | Medalla de oro                        | —                                     | Medalla de oro                        | Medalla de oro                        | [ 45 ]                                |
| 2020 | Campeonato Mundial | Seúl, Corea del Sur       | Cancelado por la pandemia de COVID-19 | Cancelado por la pandemia de COVID-19 | Cancelado por la pandemia de COVID-19 | Cancelado por la pandemia de COVID-19 | Cancelado por la pandemia de COVID-19 | Cancelado por la pandemia de COVID-19 | Cancelado por la pandemia de COVID-19 |
| 2021 | Campeonato Europeo | Gdansk, Polonia           | Medalla de oro                        | Medalla de oro                        | Medalla de oro                        | —                                     | Medalla de plata                      | Medalla de oro                        | [ 46 ]                                |
| 2021 | Campeonato Mundial | Dordrecht, Países Bajos   | Medalla de oro                        | Medalla de oro                        | Medalla de oro                        | —                                     | Medalla de oro                        | Medalla de oro                        | [ 47 ]                                |
| 2022 | Juegos Olímpicos   | Pekín, China              | Medalla de plata                      | Medalla de oro                        | Medalla de bronce                     | 4                                     | Medalla de oro                        | —                                     | [ 3 ] [ 48 ]                          |
| 2022 | Campeonato Europeo | Dresde, Alemania          | Cancelado por la pandemia de COVID-19 | Cancelado por la pandemia de COVID-19 | Cancelado por la pandemia de COVID-19 | Cancelado por la pandemia de COVID-19 | Cancelado por la pandemia de COVID-19 | Cancelado por la pandemia de COVID-19 | Cancelado por la pandemia de COVID-19 |
| 2023 | Campeonato Europeo | Gdansk, Polonia           | Medalla de oro                        | Medalla de plata                      | Medalla de oro                        | Medalla de oro                        | Medalla de oro                        | —                                     | [ 49 ]                                |
| 2023 | Campeonato Mundial | Seúl, Corea del Sur       |                                       |                                       |                                       |                                       |                                       |                                       |                                       |